# Dub techno
Genres associés
Dubtronica, dubstep
La dub techno est un genre de techno minimale, mélangeant techno et dub. Elle est apparue dans les années 1990. Le groupe Basic Channel est largement considéré comme l'inventeur du genre.

## Histoire

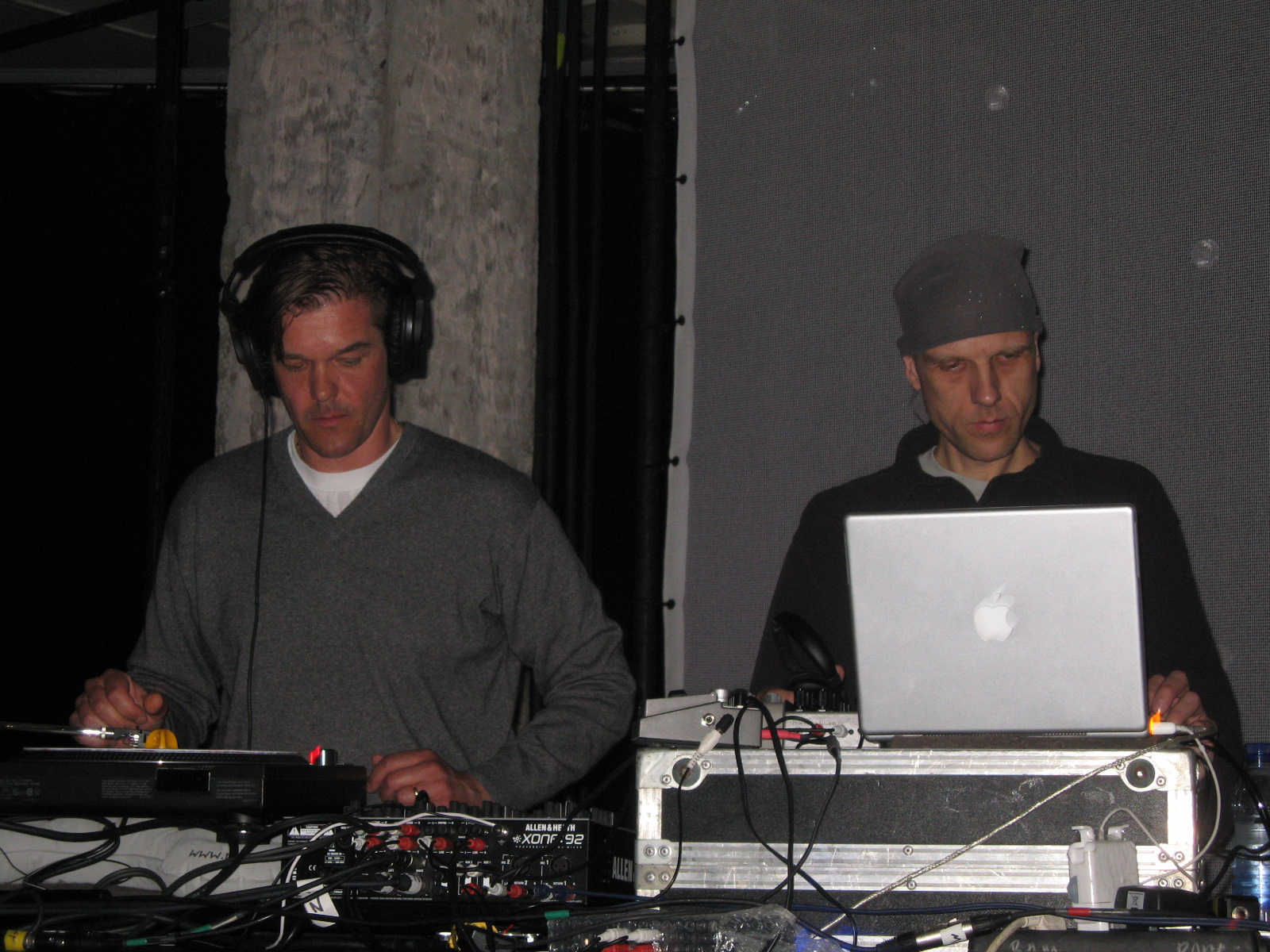
Basic Channel, considérés comme les inventeurs de la dub techno. Ici, en 2007 au festival MUTEK.

Basic Channel, un duo allemand de techno formé de Moritz von Oswald et Mark Ernestus, est souvent considéré comme l'inventeur de ce sous-genre de techno minimal. Les premières compositions de dub techno par le groupe remontent au début des années 90.

## Caractéristiques
La dub techno est une sorte de fusion entre la techno minimale et certaines caractéristiques du dub jamaïcain, comme le delay ou la reverb, pour créer une atmosphère plus dense, et des textures plus travaillées. Les morceaux de dub techno sont en général plus longs que les morceaux de techno classique, pouvant atteindre 15 ou 20 minutes. 
Bien que le dub ne soit pas le seul genre a utiliser ces effets, c'est bien de ce style que Basic Channel s'est inspiré pour créer sa musique. Dans les années 90 plusieurs artistes ont travaillé sur le genre (Porter Ricks avec l'album Biokinetics, Monolake et son album Hongkong), mais toujours en se basant essentiellement sur une imitation ou réinterprétation du type de son que Basic Channel a créé.

## Artistes notables
Ils comprennent notamment : Basic Channel, Monolake, Miroslav Wilde, Porter Ricks, et Vladislav Delay.